# Inula robynsii
Inula robynsii là một loài thực vật có hoa trong họ Cúc. Loài này được De Wild. mô tả khoa học đầu tiên năm 1929.